# Jim Clyburn
James Enos Clyburn, detto Jim (Sumter, 21 luglio 1940), è un politico statunitense, membro della Camera dei Rappresentanti per lo stato della Carolina del Sud dal 1993.

## Biografia
Nato a Sumter, dopo gli studi Clyburn lavorò come insegnante per poi dedicarsi alla politica come membro del Partito Democratico. Dal 1974 al 1992 occupò la carica di commissario agli affari umani della Carolina del Sud.
Clyburn abbandonò l'incarico per concorrere alle elezioni della Camera dei Rappresentanti che lo videro vincitore. Negli anni successivi Clyburn venne sempre rieletto con ampio margine, anche grazie all'alto tasso di elettori democratici presenti nel suo distretto.
Clyburn è considerato un democratico molto a sinistra, vicino alle cause progressiste.
La figlia di Clyburn, Mignon, è stata nominata dal Presidente Obama come membro della Federal Communications Commission.
Nel febbraio del 2020, pochi giorni prima che le elezioni primarie del Partito Democratico in vista delle elezioni presidenziali del 2020 si svolgessero nel suo stato, Clyburn ha annunciato il suo appoggio a Joe Biden, contribuendo in modo determinante alla sua vittoria nelle primarie del South Carolina.